# Barva noci
Barva noci (v anglickém originále Color of Night) je americký mysteriózní film z roku 1994. Režisérem filmu je Richard Rush. Hlavní role ztvárnili Bruce Willis, Jane March, Ruben Blades, Lesley Ann Warren a Scott Bakula.

## Obsazení
| Bruce Willis      | Bill Capa          |
| Jane March        | Rose/Richie/Bonnie |
| Ruben Blades      | Hector Martinez    |
| Lesley Ann Warren | Sondra Dorio       |
| Scott Bakula      | Bob Moore          |
| Brad Dourif       | Clark              |
| Lance Henriksen   | Buck               |
| Kevin J. O’Connor | Casey Heinz        |
| Eriq La Salle     | Anderson           |

## Ocenění
Film byl nominován na Zlatý glóbus v kategorii nejlepší píseň.